# ویسواوا مازورکیویچ
ویسواوا مازورکیویچ (لهستانی: Wiesława Mazurkiewicz-Lutkiewicz) (زادهٔ ۲۵ مارس ۱۹۲۶ – درگذشتهٔ ۲۰ آوریل ۲۰۲۱) بازیگر اهل لهستان بود.
از فیلم‌ها یا مجموعه‌های تلویزیونی که وی در آن‌ها نقش داشت، می‌توان به همه چیز درست خواهد شد، رانندگان جایگزین، سیل، ترانه عاشقانه‌ای برای یانوشِک، قماری بالاتر از زندگی، بازجویی و فرعون اشاره نمود.
او در سال ۱۹۷۹ میلادی موفق به دریافت صلیب شایستگی شد.